# Skattagårds naturreservat
Skattagård är ett naturreservat i Vessige socken i Falkenbergs kommun i Halland. Det är 8,3 hektar stort och domineras av ekskog. Träden är vanligen omkring 100 år gamla. Tidigare var trakten dominerad av ljunghedar. Bland arter inom området finns atlantärgmossa